# Psychos in Love
Psychos in Love ist eine US-amerikanische Horror-Komödie von Gorman Bechard aus dem Jahr 1987.

## Handlung
Joe ist Barkeeper in einer Striptease-Bar. In seiner Freizeit bringt er Frauen um. Eines Tages lernt er die Kosmetikerin Kate kennen. Die beiden teilen nicht nur ihre Abneigung gegen Trauben aller Art, sondern Kate ist ebenfalls eine Serienmörderin. Die beiden verlieben sich ineinander, führen aber eine Art offene Beziehung in dem Sinne, dass jeder seine eigenen Morde verüben darf. Nur einmal töten sie gemeinsam.
Mit der Zeit verblasst die Vorliebe für Mord und die beiden beschließen zu heiraten. Auf ihrer Hochzeitsreise töten sie gemeinsam eine Prostituierte, doch anschließend beschließen sie, erst einmal die Morde ruhen zu lassen. Stattdessen werden sie zu Videotheken-Nerds und schauen sich vor allem Horrorfilmserien wie Freitag der 13. und Halloween an.
Als ihr Abfluss verstopft ist, rufen sie einen Klempner an, der entdeckt, dass es die Körperteile ihrer Opfer waren, die den Abfluss verstopften. Doch das macht dem Klempner nichts aus. Er ist nämlich ebenfalls Serienmörder und zusätzlich noch Kannibale. Und so versucht er die beiden zu erpressen. Sie sollen ihm die Körper ihrer Opfer überlassen. Als er allerdings eine Traubensoße erwähnt, rasten alle drei aus. Das Licht wird gelöscht. Als es wieder angeht, liegt Joe blutüberströmt auf dem Boden. Doch es ist nicht sein Blut, sondern die Filmcrew spritzt Blut aus einem Schlauch.
Der Film endet mit der Einstellung einer neuen Stripperin in der Bar.

## Hintergrund
Im Film selbst wird mehrmals die vierte Wand durchbrochen. So wendet sich Joe und auch Kate mehrfach an die Zuschauer und im Finale sieht man auch das Filmteam werkeln. Daneben gibt es zahlreiche Anspielungen auf andere Slasherfilme. Der Duschmord aus Psycho wird 1:1 in Farbe imitiert. Weitere Anspielungen gibt es auf Groucho Marx, Werke von Roger Corman und Woody Allen.
Der Film wurde in Deutschland vom Label X-Cess sowie von cmv-Laservision auf DVD als Teil 3 ihrer Trash-Collection veröffentlicht. Da es keine deutsche Synchronfassung gab, wurde der Film im O-Ton belassen und lediglich untertitelt. Die Bildqualität der Veröffentlichung dieses Low-Budget-Films ist eher schlecht. Vermutlich handelte es sich um ein verschmutztes Masterband.

## Rezensionen
Matthias Paul von Wicked Vision besprach den Film eher positiv.st. „So richtig gorig wird es zwar nicht, "Blood Feast"-Ansätze (Pappgliedmaßen) und Blutpumpeneinsätze setzen aber ein Verständnis für freakige Filme voraus. Mir hat der bitterböse Humor, die schrille Grundidee, die völlig neben der Spur laufende Musik und letztlich die Umsetzung, die zwar in den Tiefen des No Budget-Films gefangen ist, aber was Interessantes draus zaubert, bestens gefallen.“
Der Filmdienst bezeichnete den Film als „[s]chwarze Thriller-Komödie aus der hauseigenen Werkstatt eines Comic-Zeichners, die die garstige Geschichte eher plump über die Runden bringt und wohl nur eingefleischte Trash-Freunde anspricht.“